# 斯米洛維奇

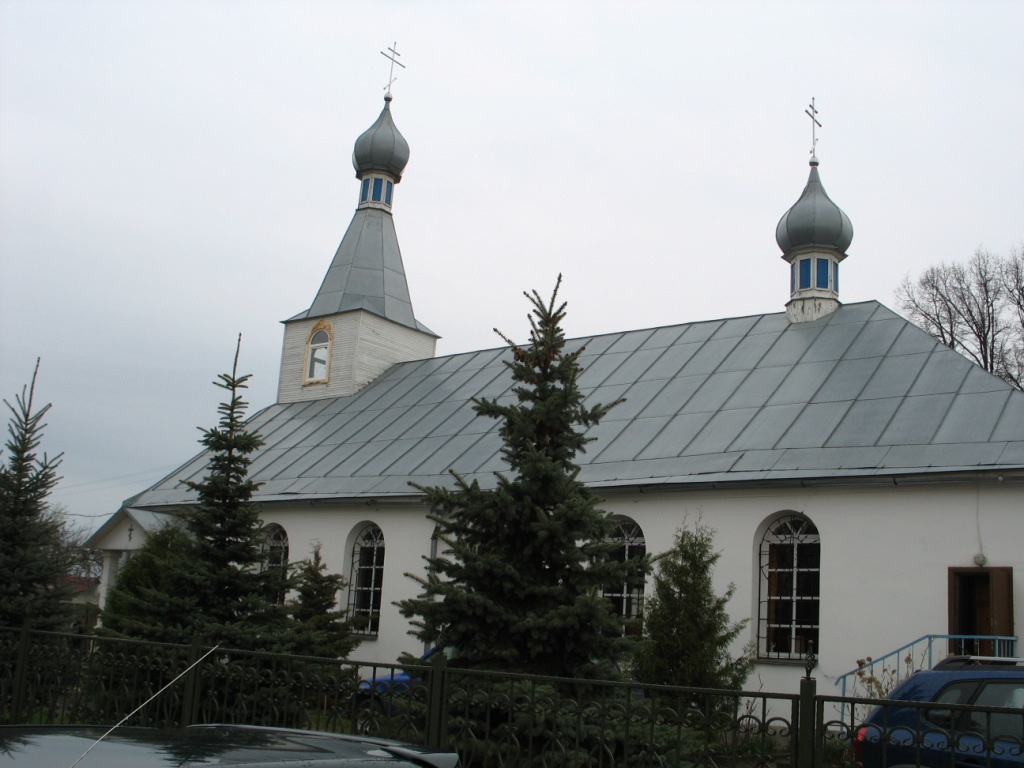
Saint George's church, Smilavichy

斯米洛維奇是白俄羅斯的城鎮，位於首都明斯克以東27公里的沃爾馬河畔，由明斯克州負責管轄，海拔高度156米，2011年人口4,701。第二次世界大戰期間，納粹德國在1941年6月至1944年7月佔領該鎮。